# Hope Foster's Mother
Hope Foster's Mother è un cortometraggio muto del 1914 diretto da Lionel Belmore.

## Produzione
Il film fu prodotto dalla Vitagraph Company of America.

## Distribuzione
Distribuito dalla General Film Company, il film - un cortometraggio in due bobine - uscì nelle sale cinematografiche statunitensi il 17 novembre 1914.